# Burg Lenzenberg
Die Burg Lenzenberg, auch Langenfels oder Linzenberg genannt, ist eine abgegangene Spornburg auf dem 790 m ü. NN hohen „Lenzenfelsen“ beim Weiler Neumühle, einem Ortsteil von Beuron im Landkreis Sigmaringen in Baden-Württemberg.

## Geschichte
Die Burg wurde im 12. Jahrhundert möglicherweise unter den Grafen von Montfort errichtet, die durch Erbfolge an die  Herrschaft Sigmaringen gelangt waren. Als einer ihrer Lehensmänner findet um 1216 ein Algozo von Linzenberg Friedberg Erwähnung, 1228 wird ein Albero von Linzenberg genannt. Zerstörung der Burg vermutlich durch das große Erdbeben von Friaul 1348. Um 1362 liegt der Lenzenberger Besitz sowie die unweit gelegene Burg Falkenstein in Händen der Herren von Magenbuch. Am 3. Oktober 1390 verkauft Albrecht von Magenbuch „Linczenberg das burgstall“ mit Zubehör und den beiden Burgen Ober- und Unterfalkenstein an Heinrich von Bubenhofen. Im 16. Jahrhundert weitere Erwähnung in der Zimmerischen Chronik als Burgstall.

## Beschreibung
Die ehemalige Burganlage unterteilt sich in eine hufeisenförmige, etwa 700 Quadratmeter umfassende Vorburg (Bild 2), mit einem nach Südwesten zur Albhochfläche vorgelagerten 8 bis 12 Meter breiten Halsgraben (Bild 3) und eine leicht nach Nordwesten versetzte, etwas kleinere Kernburg auf einem schmalen Felssporn (Bild 4). Von der Vorburg zeugen spärliche Schuttreste einer einst polygonalen Umfassungsmauer sowie eine etwa 3 Meter breite und 10 Meter lange, verebnete Felsnase an ihrem östlichen Felsabsturz, die eine Bebauung an exponierter Lage erahnen lässt.
An ihrem nördlichen Ende durchtrennt ein zweiter Graben die Burganlage. Hinter diesem Abschnittsgraben erhob sich eine etwa 2,8 Meter starke und 19 Meter lange Schildmauer zum Schutz der Kernburg (Bild 5). Geringe Reste dieser Mauer finden sich an ihrem nordwestlichen Ende.
An deren südöstlicher Flanke stand, an höchster Stelle des Felsen, ein trapezförmiges Bauwerk, vermutlich ein Wohnturm (Bild 6), mit der Länge von 12,5 Meter und einer Breite zwischen 7,10 Meter (schildmauerseitig) und 4,60 Meter. Von ihm haben sich Mauerreste erhalten: nordwestseitig – Kernmauerwerk und geringe Verblendungsreste aus Kleinquadern; südostseitig – ein 65 × 40 × 42 Zentimeter großer Kalksteinquader der Südecke; ein Mauerrest aus Kleinquadern in regelhafter Schichtung an der Ostecke (Bild 7) sowie bauwerksmittig, drei isolierte Quadersteine. Mulden und vereinzelte Steinquader im Erdreich deuten weitere Bauten an. Die nordöstliche Spornspitze der Kernburg markiert eine, vermutlich einst bebaute, verebnete Felsstufe (Bild 8 und 9) – heute eine beliebte Aussichtsplattform mit freier Sicht auf die Doppelruine Falkenstein, den Schaufelsen (772 m ü. NN) mit der Ruine Schauenburg, die Felsformation mit dem Neidinger Heidenschloss sowie dem nordöstlich gelegenen Burgstall Auchtbühl.

## Bilder

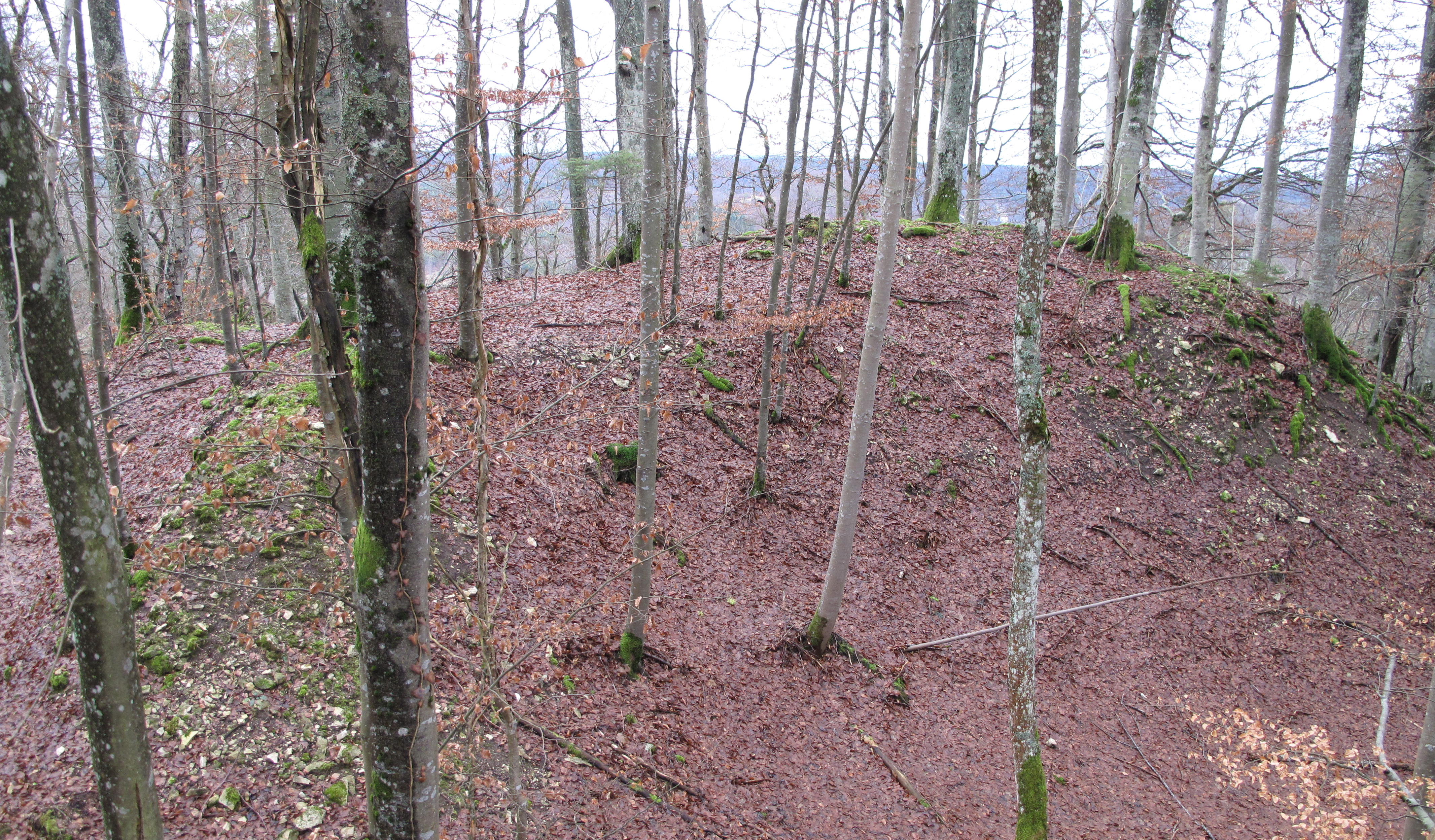
Bild 2: Das hufeisenförmige Plateau der Vorburg
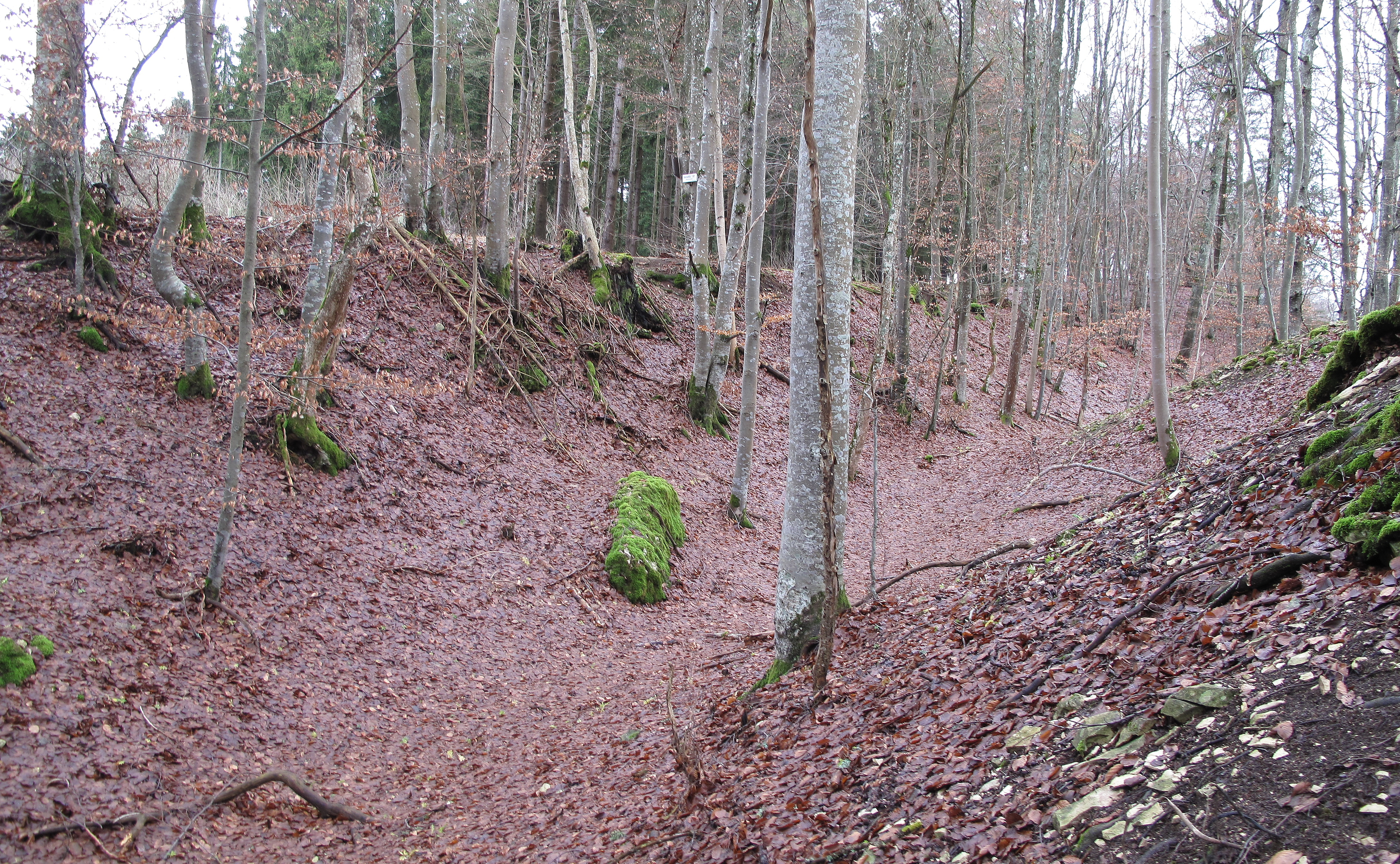
Bild 3: Gegen die Albhochfläche hin ausgerichteter Halsgraben, teils als Spitz-, teils als Sohlegraben ausgebildet
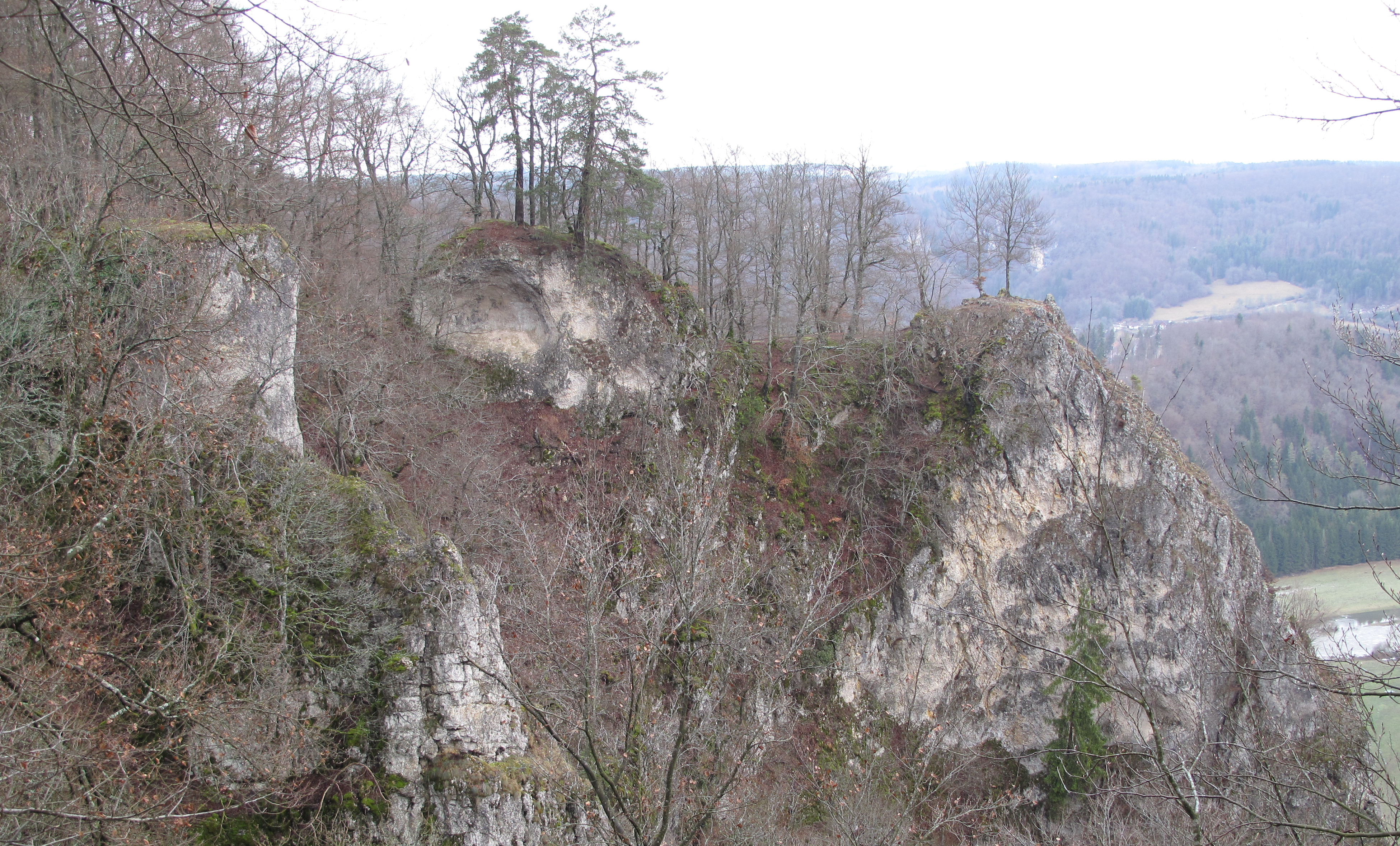
Bild 4: Kernburg von Südosten
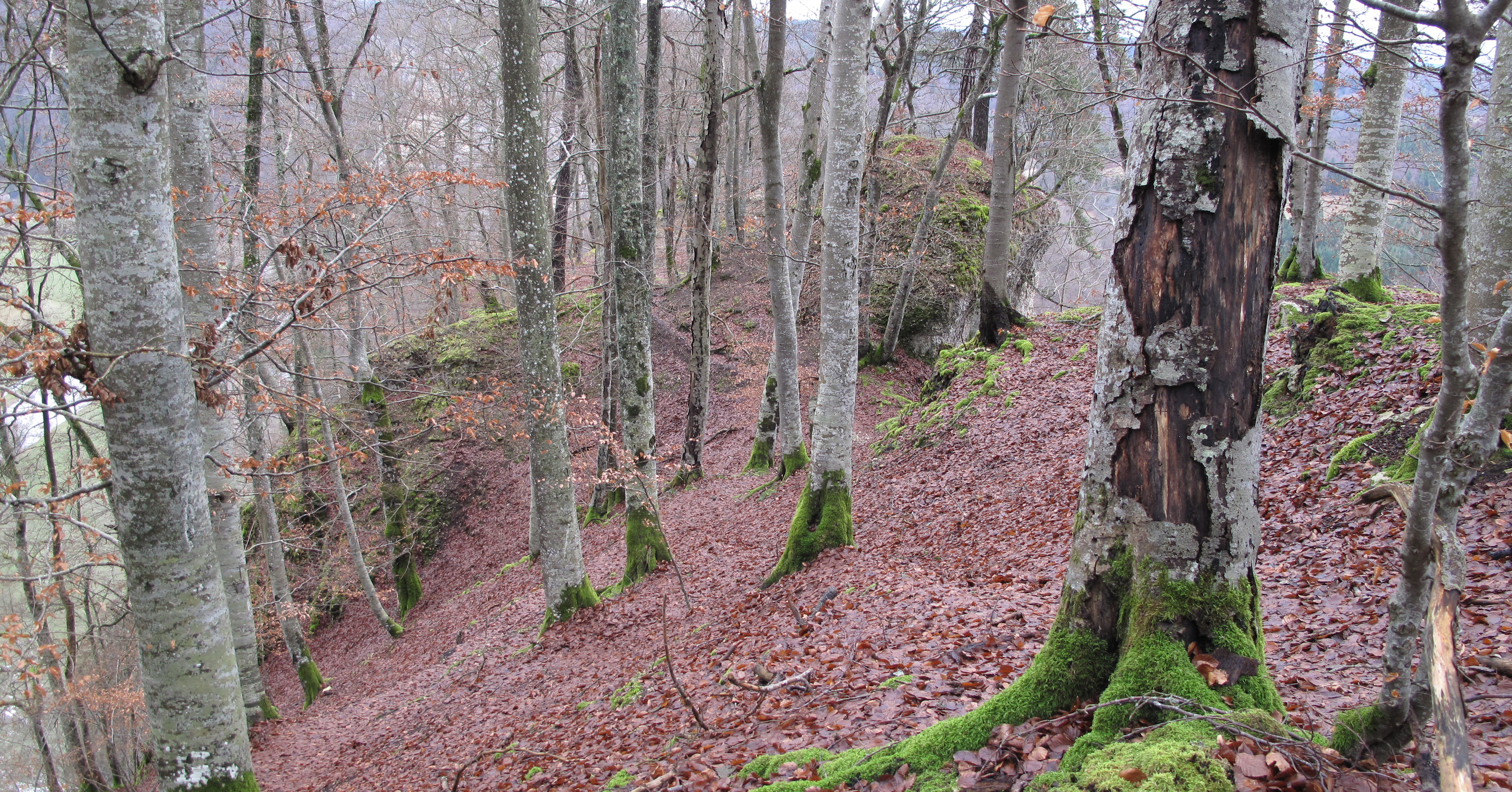
Bild 5: Blick vom heutigen Zugangspfad zur Burgstelle auf die Kernburg. Der Weg führt durch den Burggraben, linksseitig an der Vorburg vorbei und durch die ehemalige Schildmauer hindurch auf das Spornplateau der Kernburg
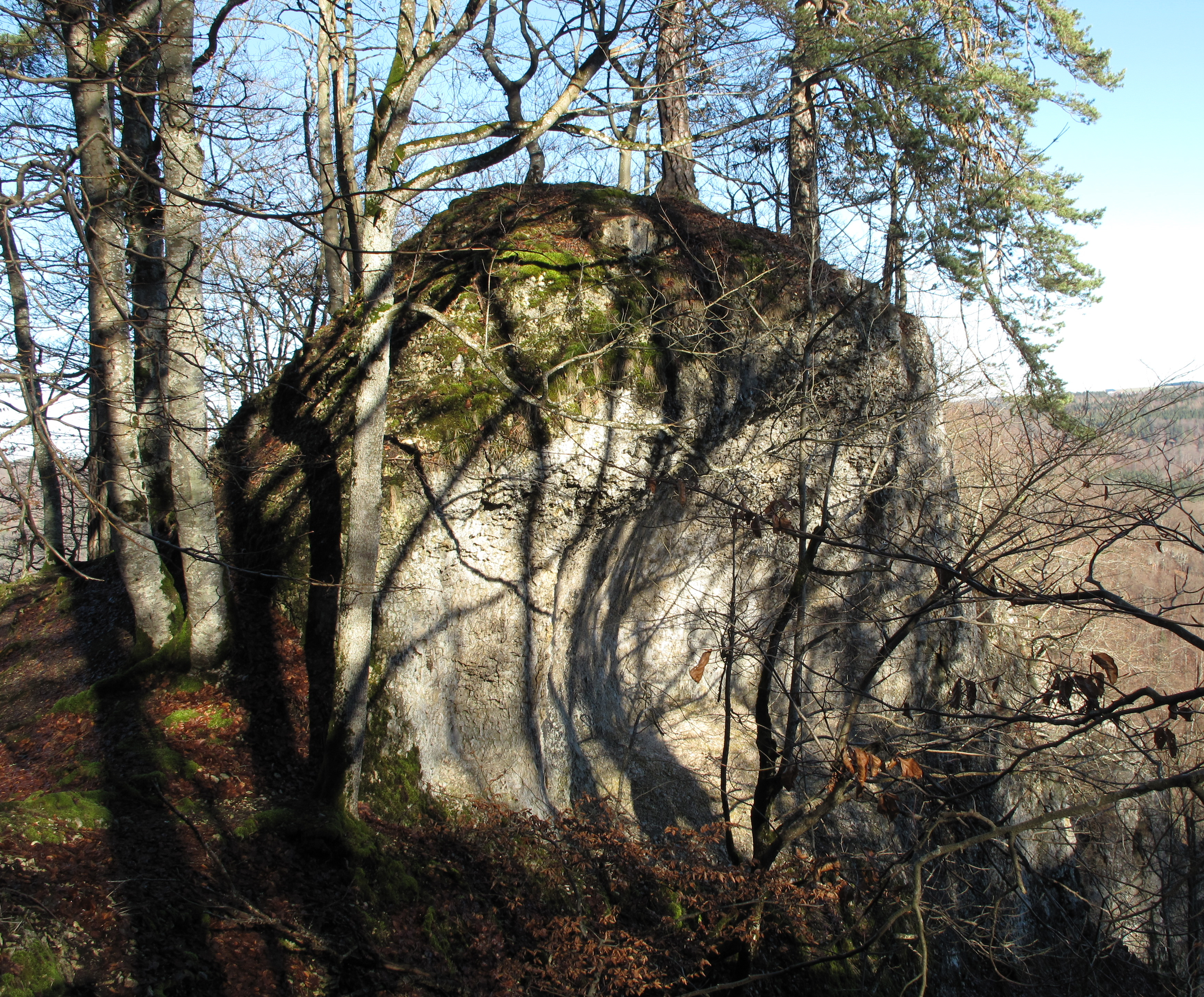
Bild 6: Hauptfels mit Resten des Wohnturms
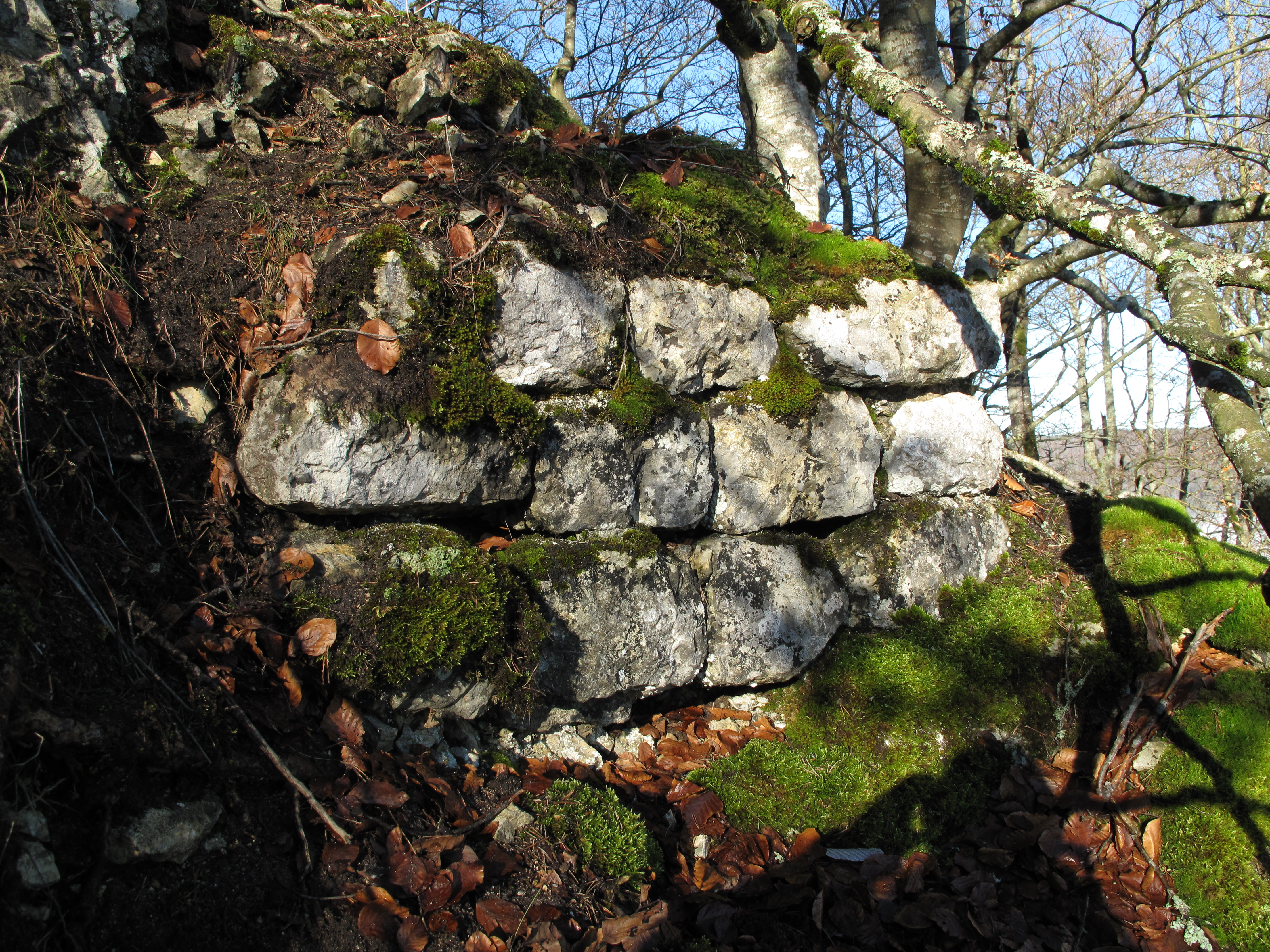
Bild 7: Mauerrest an der Ostecke des Wohnturms
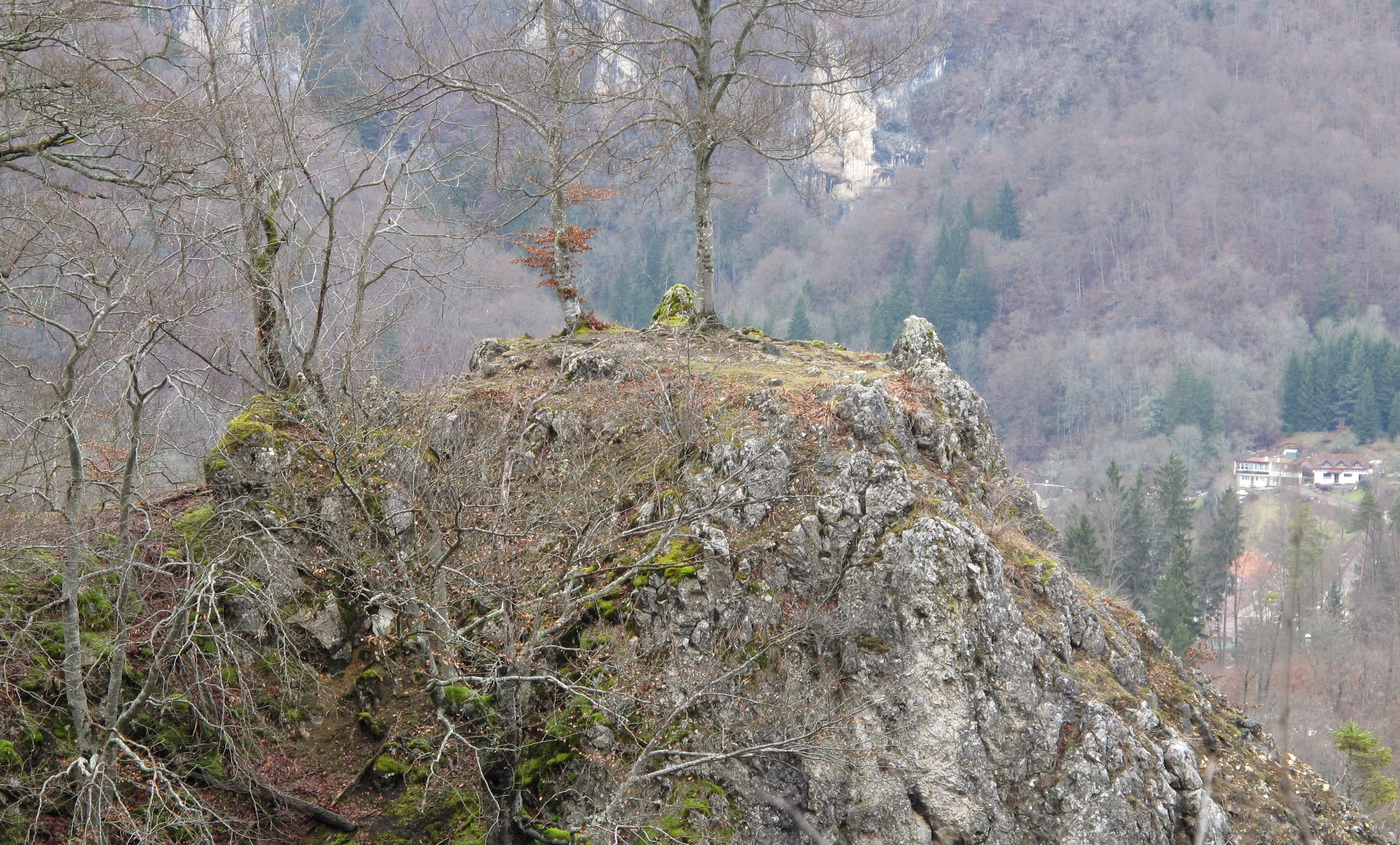
Bild 8: Turmähnliche nordöstliche Spornspitze der Kernburg
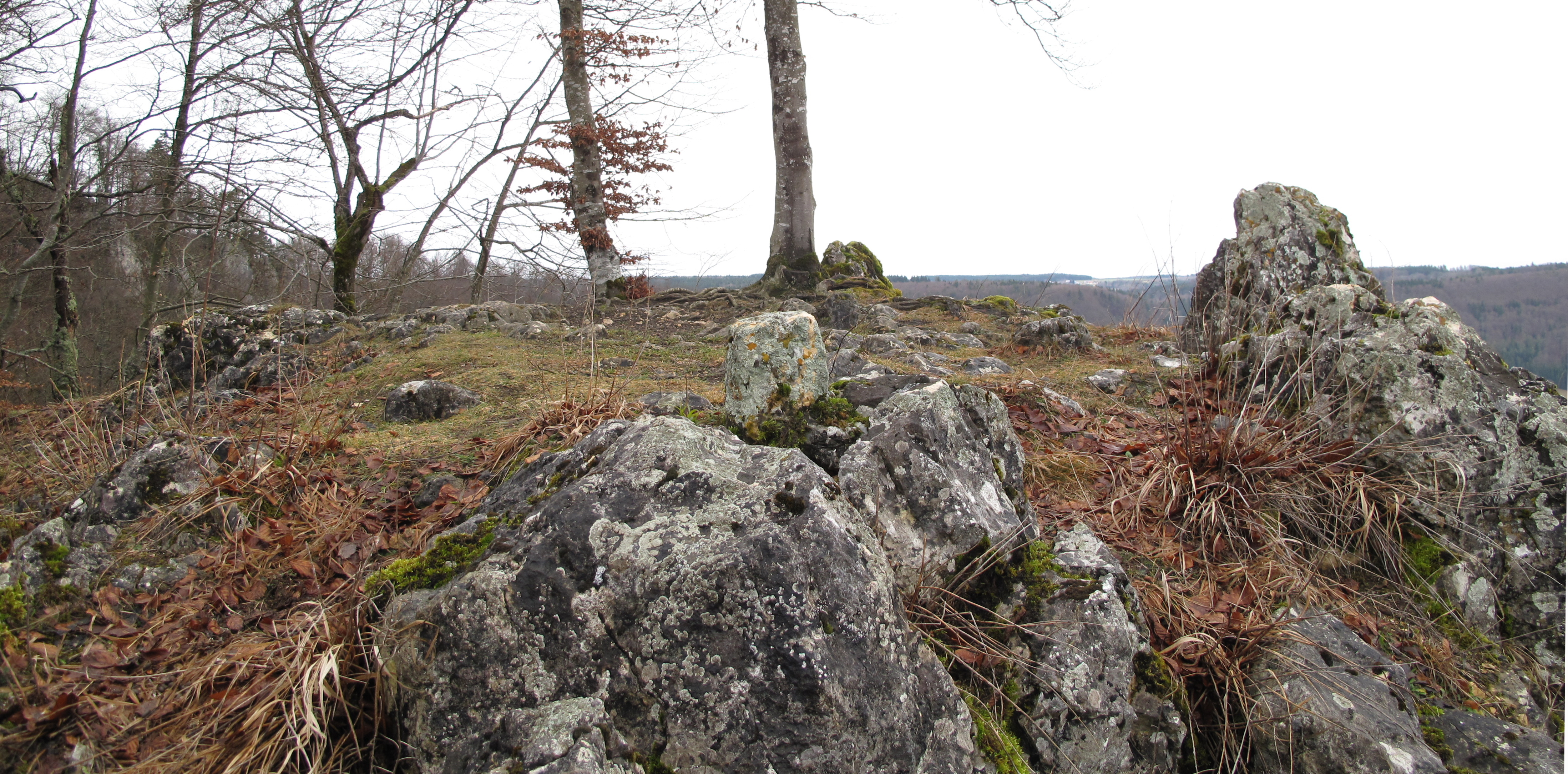
Bild 9: Exponierte nordöstliche Spornspitze – wahrscheinlicher Standort eines weiteren Bauwerks und talseitig weniger angreifbar, zugleich weithin wahrnehmbarer repräsentativer Ausguck.